# Liste der Monuments historiques in Vroville
Die Liste der Monuments historiques in Vroville führt die Monuments historiques in der französischen Gemeinde Vroville auf.

## Liste der Immobilien
| Bezeichnung | Beschreibung           | Standort            | Kennzeichnung | Schutzstatus | Datum | Bild |
| ----------- | ---------------------- | ------------------- | ------------- | ------------ | ----- | ---- |
| Wegekreuz   | Stein, 17. Jahrhundert | Rue du Tahon (Lage) | PA00107323    | Classé       | 1932  |      |

## Liste der Objekte
| Bezeichnung               | Beschreibung                           | Standort                       | Kennzeichnung | Schutzstatus | Datum | Bild |
| ------------------------- | -------------------------------------- | ------------------------------ | ------------- | ------------ | ----- | ---- |
| Skulptur Madonna mit Kind | Stein, farbig gefasst, 16. Jahrhundert | in der Kirche St-Didier (Lage) | PM88001020    | Classé       | 1969  |      |
| Kruzifix                  | Holz, 16. Jahrhundert                  | in der Kirche St-Didier (Lage) | PM88001021    | Classé       | 1960  |      |